# Ranchitos East (Texas)
Ranchitos East es un lugar designado por el censo ubicado en el condado de Webb en el estado estadounidense de Texas. En el Censo de 2010 tenía una población de 212 habitantes y una densidad poblacional de 1.341,86 personas por km².

## Geografía
Ranchitos East se encuentra ubicado en las coordenadas 27°29′24″N 99°22′1″O / 27.49000, -99.36694. Según la Oficina del Censo de los Estados Unidos, Ranchitos East tiene una superficie total de 0.16 km², de la cual 0.16 km² corresponden a tierra firme y (0%) 0 km² es agua.

## Demografía
Según el censo de 2010, había 212 personas residiendo en Ranchitos East. La densidad de población era de 1.341,86 hab./km². De los 212 habitantes, Ranchitos East estaba compuesto por el 100% blancos, el 0% eran afroamericanos, el 0% eran amerindios, el 0% eran asiáticos, el 0% eran isleños del Pacífico, el 0% eran de otras razas y el 0% pertenecían a dos o más razas. Del total de la población el 100% eran hispanos o latinos de cualquier raza.